# آباراجوپالم
آباراجوپالم (به انگلیسی: Abbarajupalem) یک منطقهٔ مسکونی در هند است که در آندرا پرادش واقع شده‌است. آباراجوپالم ۳٫۱۷ کیلومتر مربع مساحت و ۴۹۰ نفر جمعیت دارد.